# Алькальде, Теодоро
Теодо́ро «При́ско» Алька́льде (исп. Teodoro «Prisco» Alcalde Millos; 20 сентября 1913, Кальяо — 9 августа 1995) — перуанский футболист, нападающий и в более поздние годы — фланговый полузащитник. Победитель чемпионата Южной Америки 1939 года и участник Олимпийского футбольного турнира 1936 года.

## Биография
Теодоро Алькальде — старший брат другого известного перуанского футболиста, Хорхе «Камполо» Алькальде. Также у них был ещё один брат, Виктор. В 1930-е годы Теодоро и Хорхе были одними из лидеров команды «Спорт Бойз», которая становилась в 1935 и 1937 годах чемпионом Перу. Впоследствии Теодоро выступал за столичные клубы «Альянса Лима» и «Депортиво Мунисипаль», а также за «Хорхе Чавес» из родного Кальяо.
В 1936 году Теодоро и Хорхе отправились в составе сборной Перу в Германию на летние Олимпийские игры. Перуанская команда была единственным представителем Южной Америки на турнире и выступала очень зрелищно. После победы в первом раунде над сборной Финляндии (7:3), перуанцы встретились в 1/4 финала с австрийской «вундертим». Австрийцы, полуфиналисты чемпионата мира 1934 года, после первого тайма выигрывали 2:0, но перуанцы счёт сравняли (первый гол на счету Хорхе Алькальде), а в добавленное время забили ещё 2 гола. На последней минуте овертайма, когда было очевидно, что Австрия не сможет одержать победу, на поле выбежали перуанские болельщики. Австрия подала протест и ФИФА приняла чудовищное по своей несправедливости решение — переиграть матч. Перуанская делегация в знак протеста покинула турнир, а австрийцы, обыграв в полуфинале относительно скромную сборную Польши, выиграли серебряные медали турнира.
Матч против сборной Финляндии стал дебютным в сборной для Теодоро. В 1937 году Приско участвовал в чемпионате Южной Америки, который сложился для Перу крайне неудачно — последнее, шестое место. В 1938 году он помог Перу выиграть Боливарианские игры, состоявшиеся в Боготе. На следующий год Теодоро вместе со своим братом стал чемпионом Южной Америки. Теодоро в 9 матчах за сборную не забил ни одного мяча — это было обусловлено его позицией на поле. Фактически, несмотря на статус флангового нападающего, по современной классификации он выполнял роль флангового полузащитника. В отличие от него, Хорхе действовал на самом острие нападения, поэтому в 15 играх за Перу отметился 13-ю забитыми голами.
Теодоро Алькальде умер 9 августа 1995 года, в возрасте 81 года.

## Достижения
- Чемпион Перу (2): 1935, 1937
- Чемпион Южной Америки: 1939
- Победитель Боливарианских игр (1): 1938